# تشارلز دان
تشارلز دان (بالإنجليزية: Charles Dunn)‏ هو قاضي ومحامي وسياسي أمريكي، ولد في 28 ديسمبر 1799، وتوفي في 7 أبريل 1872. انتخب عضو مجلس ولاية ويسكونسن وانتخب عضو مجلس نواب إلينوي.